# (5234) Sechenov
(5234) Sechenov est un astéroïde de la ceinture principale.

## Description
(5234) Sechenov est un astéroïde de la ceinture principale. Il fut découvert le 4 novembre 1989 à Naoutchnyï par Lioudmila Karatchkina et nommé en l'honneur d'Ivan Setchenov. Il présente une orbite caractérisée par un demi-grand axe de 2,76 UA, une excentricité de 0,16 et une inclinaison de 35,9° par rapport à l'écliptique.

## Compléments